# Batalla de Martorell (1641)
|  | Aquest article tracta sobre la batalla de la guerra dels Segadors. Si cerqueu la batalla de Ramon Berenguer III contra els almoràvits, vegeu «Batalla de Martorell (1114)». |

La batalla de Martorell de 1641 fou un dels episodis de la Guerra dels Segadors.

## Antecedents
La primavera del 1640, Francesc de Tamarit fou empresonat acusat de no facilitar les lleves i els allotjaments. Camperols revoltats van entrar a Barcelona el 22 de maig i el posaren en llibertat. El 7 de juny del mateix any, en el Corpus de Sang, grups de segadors entren de nou a la ciutat i fou assassinat el virrei de Catalunya Dalmau III de Queralt.
El setembre, l'exèrcit de Felip IV de Castella comandat per Pedro Fajardo, Marquès de Los Vélez va ocupar Tortosa, el desembre i, després de la batalla de Cambrils, la ciutat de Tarragona, avançant en direcció a Barcelona. Francesc de Vilaplana amb dues companyies de cavalleria catalana i una de francesa no compresa en la rendició de Tarragona, vigilà el progrés de l'exèrcit de Los Vélez pel Penedès.
Els franco-catalans van decidir plantar cara a Martorell, que va esdevenir quarter general de Catalunya després que Roger de Bossost, el baró d'Espenan, rendís la ciutat de Tarragona i fugís amb les seves tropes a França. Quatre dies abans de la batalla, els Estats Generals (o Junta de Braços) presidits pel president de la Diputació del General, Pau Claris, proclamaren la República Catalana sota la protecció de França.

## L'exèrcit català
Les tropes que defensaren Martorell eren franceses no compreses en la rendició de Tarragona i els regiments catalans següents:
- El Terç de Santa Eulàlia de Barcelona de Pere Joan Rosell (Conseller terç de Barcelona).[1]
- El Terç de la Ciutat de Vic del Conseller Quart Francesc de Molist amb uns 700 homes dividits en companyies.
- El Terç de la Vegueria i Ciutat de Manresa del Coronel Jerònim Torner amb 800 homes.
- El Terç de la Vegueria de Barcelona del Mestre de Camp Josep Sant Climent i de Corbera.
- El Terç d'Hostalric i Vescomtats de Cabrera i Bas del Mestre de Camp Josep d'Arlés.
- El Terç de Piera del Mestre de Camp Francesc de Sentmenat.
- Les tropes de Dídac de Vergós amb 700 almogàvers.
- La companyia de cuirassers de Vilaplana amb 60 genets novells (Parets, MHE nº22 Lib. I Cap. 89 p. 41).
- La companyia de cavalls de Pinós.
- La companyia de cavalls de d'Ardena.
- La companyia de cavalls de Manel de Sentmenat.
- La companyia (de nova formació) de la Diputació.

En total, les 5 companyies de cavalleria disposaven de 300 cavalls. S'hi afegiren:
- Les companyies de cavalleria del Comendador Enric Joan i de l'alcalde de Flassà, vingudes de l'Empordà sota el comandament del diputat Francesc de Tamarit.
- El regiment de Monsieur de Serignan amb uns 800 homes (segons Marimón).
- 300 cavalls francesos (segons Marimón i Parets).

En total 8.000 homes, 800 cavalls (segons Marimón) i 4 canons.
També s'alçaren (Parets, MHE nº22 Lib. I Cap. 89 p. 45) el 20 de gener les tropes següents, tot i que no intervingueren en la batalla:
- Els somatents del Vallès.
- La companyia de cavalls de Borell (acabada de formar).
- El Terç de 700 homes de les confraries religioses, clergues i estudiants amb la Bandera de Sant Ramon.

## Batalla
El Marquès de los Vélez va enviar un important nombre de tropes el dia 20 de gener per Gelida i Castellví de Rosanes, que havien de tallar la possible retirada catalana per la riba dreta del Llobregat, que foren rebutjats pels miquelets comandats per Dídac de Vergós.
El dia 21 el gruix de l'exèrcit castellà amb la infanteria dirigida pel marquès de San Jorge, va arribar al Llobregat, provocant la retirada catalana de Martorell, travessant el Pont del Diable i coberts per l'artilleria francesa, per tal de no quedar aïllats. Els castellans van entrar a la vila provocant una nova massacre. El mateix batlle de Martorell fou assassinat quan investit amb les insignies del seu càrrec intentava evitar el saqueig. Segons sembla, el Marquès de Los Vélez considerava als martorellencs doblement traïdors, al Rei i a ell mateix, doncs Martorell era una vila del seu Senyoriu. Quan la cavalleria castellana dirigida pel marquès de Torrecuso va travessar el Llobregat, els catalans i els francesos van haver de retirar-se a Barcelona.

## Conseqüències
La derrota a Martorell, amb la presència de l'exèrcit espanyol a les portes de Barcelona, va portar als catalans a proclamar Comte de Barcelona a Lluís XIII de França el 23 de gener, el qual enviaria un exèrcit a Catalunya per donar suport als seus nous súbdits, que derrotarien l'exèrcit comandat pel Marquès de los Vélez, unes setmanes més tard, a la Batalla de Montjuïc a Barcelona.